# Чистилище
В римокатолическата теология чистилището (на латински: Purgatorium; „да очистя, да пречистя“) е междинно състояние след физическата смърт, в което някои от тези, които са предназначени за небето първо трябва да се подложат на пречистване, за да се постигне необходимата светост за влизане в рая. Само тези, които умират в състояние на благодат, но все още не са претърпели наказание заради греха си, могат да бъде в Чистилището, така че никой в Чистилището не остава в това състояние завинаги.
Понятието е свързано най-вече с обреди на Католическата църква, англиканите от англо-католическата традиция като цяло също се придържат тази вяра. Източноправославните църкви вярват във възможността за промяна положението на душите на мъртвите чрез молитви на живите и предлагане на божествената литургия. В юдаизма също се вярва във възможността за пречистване след смъртта и дори може да се използва думата „чистилище“, за да представи разбирането за смисъла Геена.

## Християнство

### Католицизъм
Според католиците „душите на някои верни, които с вяра и покаяние са починали, но не са принесли достойни плодове на покаянието за греховете си, макар и да са се очистили от тези грехове, търпят мъчения след смъртта си, но да се освободят съвсем от греховете си и да добият пълно опрощение, могат само чрез молитвите на живите си братя, чрез милостинята и най-много чрез безкръвната жертва.“
Според католиците Иисус говори за Чистилището или прошката на този и на онзи свят, когато казва на учениците си: „и ако някой каже дума против Сина Човечески, ще му се прости; но ако някой каже против Духа Светаго, няма да му се прости ни на този, ни на онзи свят.“ (Матей 12:32). Католическата църква счита, че в учението си прилага на дело думите на Иисус, и че е изяснила това, което са учили Иисус и апостолите, свещеното писание, както написаното от светите отци по отношение на душата след смъртта.